# Silkeborg Boldklub
Silkeborg Boldklub (forkortet SB) er en dansk fodboldklub hjemmehørende i Silkeborg. Klubbens førstehold spiller i de lokale serier under Jydsk Boldspil-Union (JBU) og afvikler deres hjemmebanekampe på Søholt Idrætsanlæg - Øst.

## Klubbens historie
Fodboldklubben blev dannet den 1. maj 1946 af nogle kammerater (herunder det senere æresmedlem Tage Jensen), som begyndte at spille fodbold på banerne hvor Resedavej og Lupinvej i Silkeborg senere skulle komme til at ligge. Klubben havde på daværende tidspunkt en træningsbane, en opvisningsbane samt et omklædningshus med to rum og koldt vand. Klubben blev ved stiftelsen navngivet Alderslyst Boldklub (forkortet ABK), fordi man dengang holdt til i bydelen Alderslyst. Da det nye anlæg på Søholt blev etableret omkring 1952, besluttede man at flytte klubben dertil samtidig med at man foretog et navneskifte til Silkeborg Boldklub midt i halvtredserne.
Silkeborg Kommune fik i 1960'erne bygget en sortfarvet omklædningsbygning på Søholt til klubben. Da foreningen stadig ikke havde sit eget klubhus, var man nødsaget til at afholde bestyrelsesmøder, afvikling af foreningsballer o.a. på "Alderslyst Kro" (i dag "King's Pub") samt "Isbjørnen". I klubbens tidlige år skaffede man penge til klubbens drift ved at arrangere baller på Alderslyst Kro og flere andre alternative måder. Dette er klubben stadig kendt for i lokalområdet, hvor støtteforeningen Silkeborg Boldklubs Venner skaffer penge til klubben ved at arrangere koncerter med blandt andre Lars Lilholt og Sussi og Leo. Klubbens faciliteter inkluderer i dag et klubhus i to etager på den østlige del af idrætsanlægget på Søholt, tre 11-mandsbaner, en grusbane med belysning til træning i vintermånederne samt en opvisningsbane med reklamebander og måltavle, der denes med naboklubben Silkeborg KFUM.
I 1946 skulle klubben begynde sin sportslige tilværelse i den daværende B-række under JBU. Efterfølgende fik man spillet sig op i JBUs A-række, Mellemrækken og den lille Mesterrække. Transporten af spillerne til udebanekampe foregik dengang med tog eller lastbil, eftersom ingen af medlemmerne på dette tidspunkt havde bil. Udgifterne til transport deltes imellem medlemmerne.
Gennem de seneste 20 år er klubben også blevet kendt for sit arbejde i forbindelse med integrationen af to-sprogede. Mange indvandrerbørn fra boligkomplekset på Resedavej og Lupinvej har valgt at spille fodbold i Silkeborg Boldklub og klubben har på denne måde fået reetableret sin forbindelse med området, hvor man oprindeligt startede.

## Fodnoter
1. ↑  Puljens nummer i den pågældende serie er konverteret overtil det nye nummereringssystem, som nu anvendes af alle lokalunionerne under DBU med undtagelse af KBU. Puljenummeret ifølge JBUs eget nummeringssystem er nævnt i parentes. I 2006-sæsonen spillede klubben i Serie 1, pulje 4, men set med JBUs såkaldte nye nummereringssystem spillede klubben sidste år i Serie 1, pulje 2.

## Ekstern kilde/henvisning
- Silkeborg Boldklubs officielle hjemmeside Arkiveret 21. oktober 2020 hos  Wayback Machine
- Herrer Serie 1 - Efterår 2015, Pulje 8 Arkiveret 12. juli 2015 hos  Wayback Machine, dbu.dk